# Сіссна-Парк (Іллінойс)
Сіссна-Парк (англ. Cissna Park) — селище (англ. village) в США, в окрузі Іроквай штату Іллінойс. Населення — 817 осіб (2020).

## Географія
Сіссна-Парк розташована за координатами 40°34′0″ пн. ш. 87°53′32″ зх. д. / 40.56667° пн. ш. 87.89222° зх. д. (40.566698, -87.892342).  За даними Бюро перепису населення США в 2010 році селище мало площу 1,81 км², уся площа — суходіл.

## Демографія
Згідно з переписом 2010 року, у селищі мешкало 846 осіб у 403 домогосподарствах у складі 228 родин. Густота населення становила 467 осіб/км².  Було 455 помешкань (251/км²).
Расовий склад населення:
| - 98,0 % — білих - 0,6 % — азіатів - 0,4 % — чорних або афроамериканців |

До двох чи більше рас належало 0,8 %. Частка іспаномовних становила 2,5 % від усіх жителів.
За віковим діапазоном населення розподілялося таким чином: 18,3 % — особи молодші 18 років, 53,3 % — особи у віці 18—64 років, 28,4 % — особи у віці 65 років та старші. Медіана віку мешканця становила 50,5 року. На 100 осіб жіночої статі у селищі припадало 80,4 чоловіків;  на 100 жінок у віці від 18 років та старших — 75,8 чоловіків також старших 18 років.
Середній дохід на одне домашнє господарство  становив 46 261 долар США (медіана — 37 411), а середній дохід на одну сім'ю — 65 896 доларів (медіана — 68 333). Медіана доходів становила 41 250 доларів для чоловіків та 30 625 доларів для жінок. За межею бідності перебувало 11,9 % осіб, у тому числі 1,9 % дітей у віці до 18 років та 20,2 % осіб у віці 65 років та старших.
Цивільне працевлаштоване населення становило 392 особи. Основні галузі зайнятості: освіта, охорона здоров'я та соціальна допомога — 26,8 %, сільське господарство, лісництво, риболовля — 11,5 %, роздрібна торгівля — 11,2 %.